# EIF4H
EIF4H (англ. Eukaryotic translation initiation factor 4H) – білок, який кодується однойменним геном, розташованим у людей на короткому плечі 7-ї хромосоми. Довжина поліпептидного ланцюга білка становить 248 амінокислот, а молекулярна маса — 27 385.
| 10         |  | 20         |  | 30         |  | 40         |  | 50         |
| ---------- |  | ---------- |  | ---------- |  | ---------- |  | ---------- |
| MADFDTYDDR |  | AYSSFGGGRG |  | SRGSAGGHGS |  | RSQKELPTEP |  | PYTAYVGNLP |
| FNTVQGDIDA |  | IFKDLSIRSV |  | RLVRDKDTDK |  | FKGFCYVEFD |  | EVDSLKEALT |
| YDGALLGDRS |  | LRVDIAEGRK |  | QDKGGFGFRK |  | GGPDDRGMGS |  | SRESRGGWDS |
| RDDFNSGFRD |  | DFLGGRGGSR |  | PGDRRTGPPM |  | GSRFRDGPPL |  | RGSNMDFREP |
| TEEERAQRPR |  | LQLKPRTVAT |  | PLNQVANPNS |  | AIFGGARPRE |  | EVVQKEQE   |

A: Аланін

C: Цистеїн

D: Аспарагінова кислота

E: Глутамінова кислота

F: Фенілаланін

G: Гліцин

H: Гістидин

I: Ізолейцин

K: Лізин

L: Лейцин

M: Метіонін

N: Аспарагін

P: Пролін

Q: Глутамін

R: Аргінін

S: Серин

T: Треонін

V: Валін

W: Триптофан

Кодований геном білок за функціями належить до факторів ініціації, фосфопротеїнів. 
Задіяний у таких біологічних процесах, як взаємодія хазяїн-вірус, біосинтез білка, ацетилювання, альтернативний сплайсинг. 
Білок має сайт для зв'язування з РНК. 
Локалізований у цитоплазмі.